# Ротогравюрная печатная машина
Ротогравюрные печатные машины (Rotogravure printing machine, Rotogravure press), используются для печати на гибких материалах таких как алюминиевая фольга, картон, бумага, включая также синтетические материалы как ПЭТ, ОПП, БОПП плёнки, термоусадочный ПВХ и полиэтилен. Для печати на ротогравюрных машинах используются краски на основе растворителей с высокой летучестью, что делает возможным печать на высоких скоростях. Высокая стоимость печатных форм в совокупности с высокими скоростями печати определили сегмент наиболее частого использования — это большие тиражи упаковки. В ротогравюрных печатных машинах используется принцип так называемой глубокой печати. Глубокая печать — это способ печати использующий для переноса краски рельефные формы на которых печатные элементы представляют собой углубления относительно пробельных элементов. Печатные формы глубокой печати представляют собой металлические валы с выгравированным печатным изображением. По этой причине ротогравюрные печатные машины ещё называются машинами для глубокой печати. Краска на запечатываемый материал переносится с рельефных металлических печатных валов с выгравированным печатным изображением, на которых краска находится в углублённых печатающих элементах. Избыток краски с пробельных элементов убирается ракелем. Полутона на печатном материале формируются за счёт толщины красочного слоя. Благодаря различной толщине слоев краски на запечатываемом материале получается четкое изображение с тончайшими деталями. Ротогравюрная печать (глубокая печать) отличается очень высоким качеством получаемого изображения, более высоким, чем при любом другом способе печати.